# Миколайчик (затока)

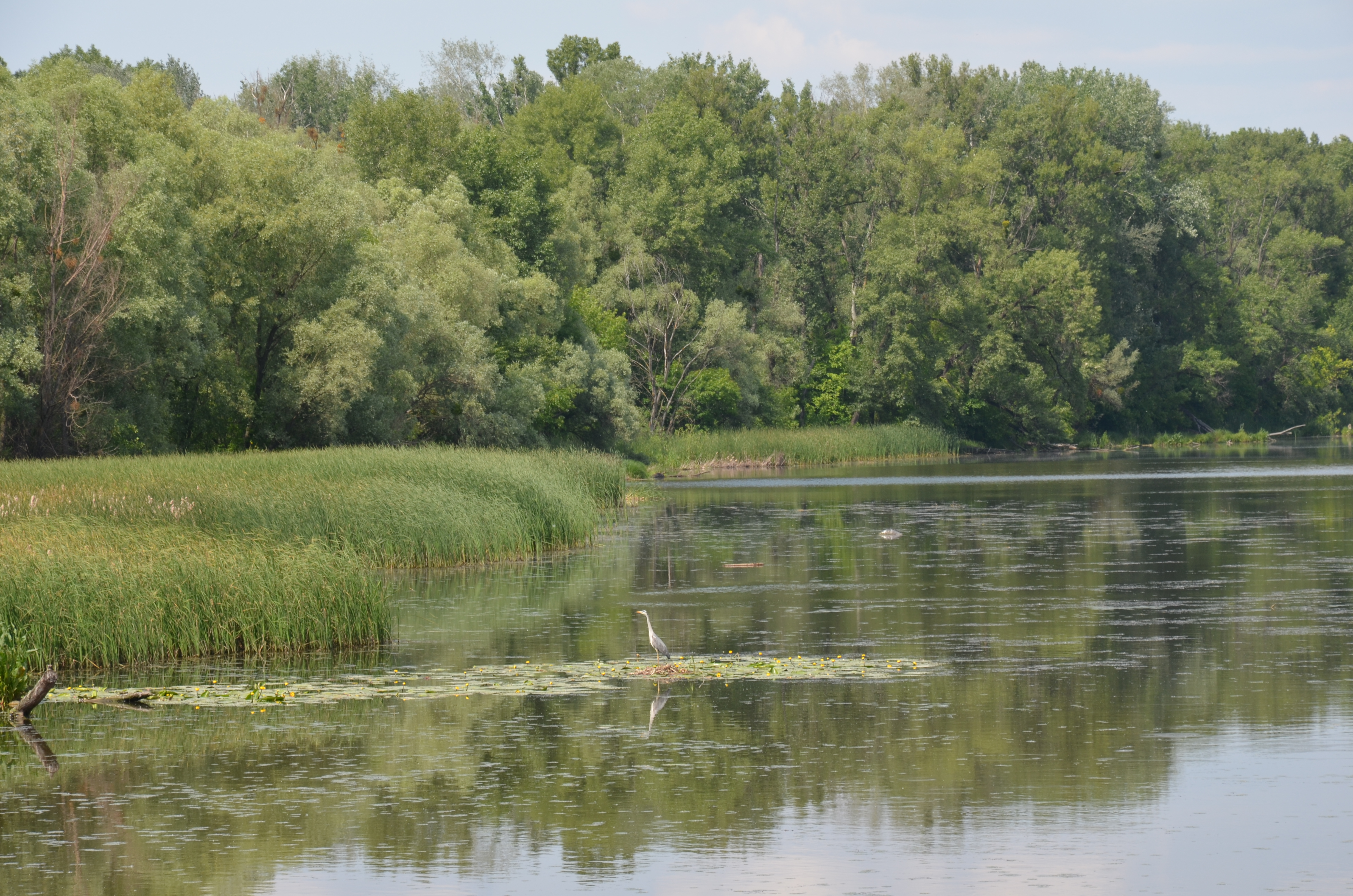
Затока (озеро) Миколайчик

50°22′24″ пн. ш. 30°33′17″ сх. д. / 50.373232° пн. ш. 30.554623° сх. д.
Миколайчик  - затока Дніпра у Києві. Знаходиться на правому березі Дніпра між місцевістю Корчувате і островом Галерним, відділяється від сусідніх водойм Галерної затоки та озером Єрик дамбами, по яким прокладено дороги. Знаходиться у Голосіївському районі міста.

## Проблеми з географічним статусом
В деяких джерелах та картах затока називається озером. Фактично затока може вважатися озером, бо відділена від Галерної затоки дамбою та тому не має вільного сполучення з водами Дніпра.

## Історія
Затока є залишком старого русла Дніпра. У XIX сторіччі русло увійшло ближче до лівого берегу, а колишнє русло стало називатися протокою Старик. 1868 у верхів'ях цієї протоки спорудили дамбу для Дарницького мосту. Після цього протока почала відмирати. На карті 1871 - 1873 вона названа Лисогірським рукавом. Пізніше рукав зник. Його залишками є Видубицьке озеро, затока Миколайчик та Галерна затока.